# Lienne (rivière suisse)
Pour les articles homonymes, voir Lienne.
 (septembre 2024).
La Lienne (ou Liène) est une rivière du Valais (Suisse), affluent du Rhône. 

## Parcours

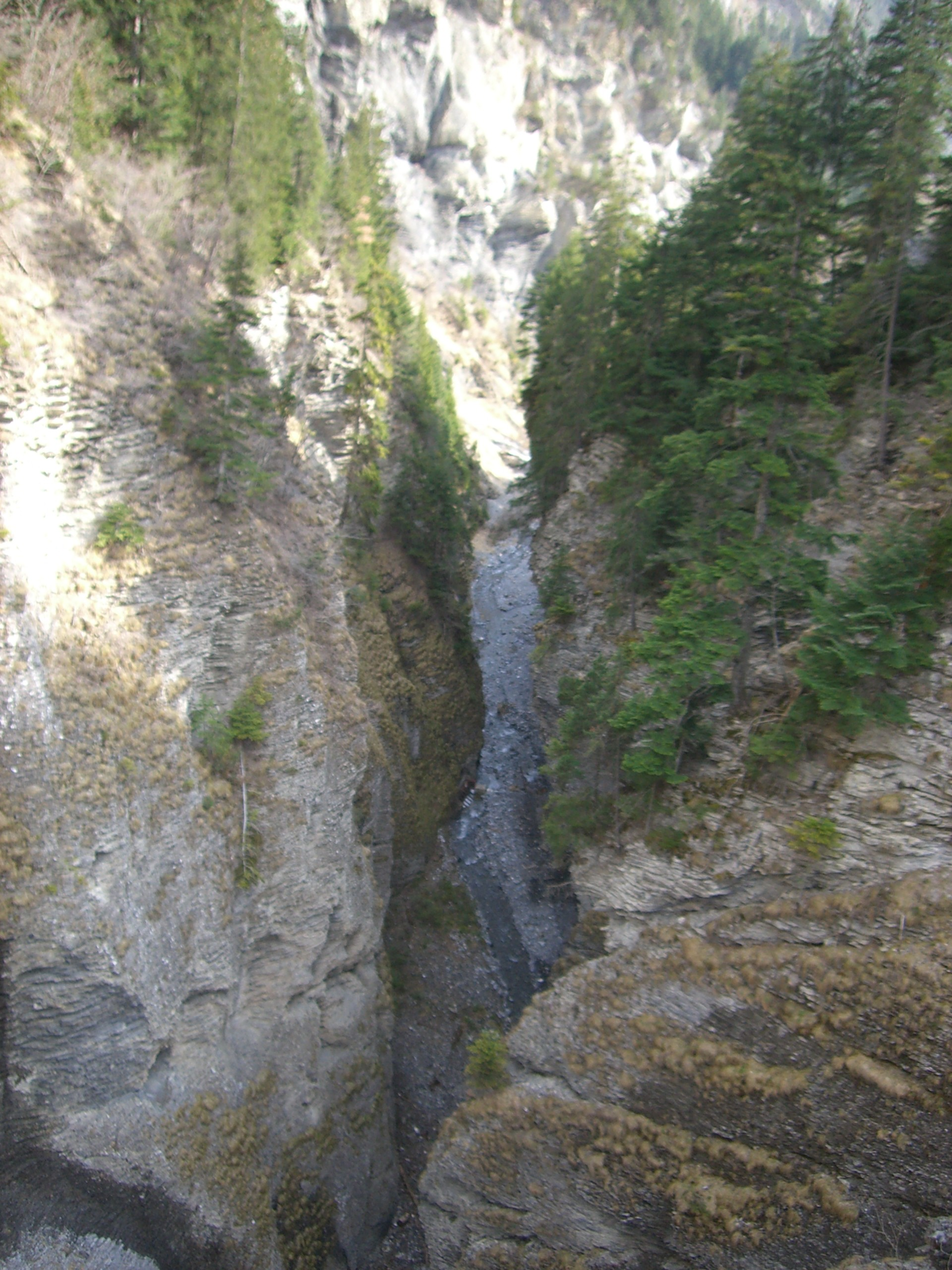
Les gorges de la Lienne

Elle prend sa source au col du Rawyl à 2 429 mètres d'altitude à la limite du canton de Berne, sur la commune d'Ayent. Elle draine d'abord le Plan des Roses, descend sur Armeillon puis franchit en cascade une paroi de rocher au bas de laquelle elle récupère les eaux des Loquess, de Ténéhet et du vallon des Eaux Froides avant d'entrer dans le lac du barrage de Tseuzier. En aval du barrage, elle entre en zone de forêt où elle reçoit les eaux de l'Ertintze ou Ertense sur sa rive gauche avant d'entrer dans le lac du barrage de Croix. Puis elle continue en direction de la plaine qu'elle traverse pour rejoindre le Rhône vers Saint-Léonard à l'altitude de 495 mètres.

## Utilisation
La Lienne est une rivière très exploitée. Ses eaux stockées derrière le barrage de Tseuzier situé sur les communes d'Icogne et d'Ayent fournissent deux centrales hydroélectriques. En amont du lac de Tseuzier, la Lienne alimente le bisse de Sion. En aval du barrage, sur le puits blindé de la centrale électrique de Croix on prélève, à travers une turbine, l'eau nécessaire pour alimenter le bisse d'Ayent. Au voisinage de la cote 1 100 m d'altitude, c'est le bisse de Lens qui prend sa source dans le lit de la rivière. Plus bas elle fournit encore l'eau au bisse du Sillonin et au bisse de Clavau ou Clavoz ou Clavô. En parallèle de ce dernier sur son cours inférieur, elle fait fonctionner la centrale électrique de Beulet.
Du point de vue géologique les versants de sa vallée sont bien différents. Sur sa rive droite, c'est plutôt de la forêt moyennement raide dans laquelle il est encore possible de s'aventurer. En revanche, sa rive gauche est plus abrupte. Jusqu'au lac de Croix c'est aussi de la forêt mais parsemée de parois rocheuses sur lesquelles entre les XIVe et XVIe siècles les paysans de la contrée de Lens ont taillé plusieurs bisses.